# 横内酒造店
横内酒造店（よこうちしゅぞうてん）は、山梨県南アルプス市にある酒造メーカーである。
| スタブアイコン | サブスタブ | この項目は、まだ閲覧者の調べものの参照としては役立たない、酒に関連した書きかけの項目です。この項目を加筆・訂正などしてくださる協力者を求めています（P:食/PJ:酒）。 |

| スタブアイコン | サブスタブ | この項目は、まだ閲覧者の調べものの参照としては役立たない、企業に関連した書きかけの項目です。この項目を加筆・訂正などしてくださる協力者を求めています（PJ:経済）。 |